# Златарфест
Златарфест је привредно-туристичка манифестација која се од 2013. године одржава у Новој Вароши, која за циљ има представљање туристичких и привредних потенцијала општине Нова Варош и Златара.
Овом смотром обједињена су дешавања, који су се до тада одржавала засебно и у различитом временском периоду: 
- Златарска сиријада и такмичење у прављењу најукусније хељдопите,
- Златарска регата и игре на води,
- Сабор традиционалног певања извика,
- Златне руке Златара (изложба ручно рађених, домаћих прехрамбених, текстилних и употребних предмета од различитих материјала),
- Изложба меда и пчелињих производа,
- Такмичење у чобанским вештинама (бацање камена с’ рамена, превлачење конопца, цепање дрва...),
- Трибине на тему економије и пољопривредног развоја краја,
- Спортска такмичења (улични баскет, обарање руку, турнир у малом фудбалу, одбојка на песку, такмичење риболоваца...), изложбе и концерти.[3]